# Bình Thắng (phường)
Bình Thắng là một phường thuộc thành phố Dĩ An, tỉnh Bình Dương, Việt Nam.

## Địa lý
Phường Bình Thắng có vị trí địa lý:
- Phía đông và phía bắc giáp tỉnh Đồng Nai qua sông Đồng Nai
- Phía tây giáp phường Bình An
- Phía tây nam giáp phường Đông Hòa
- Phía nam giáp Thành phố Hồ Chí Minh.

Phường Bình Thắng có diện tích 5,46 km², dân số năm 2021 là 17.112 người, mật độ dân số đạt 3.136 người/km².

## Lịch sử
Trước đây, Bình Thắng là một xã thuộc huyện Dĩ An, tỉnh Bình Dương.
Xã Bình Thắng được thành lập vào ngày 10 tháng 12 năm 2003 trên cơ sở điều chỉnh 601 ha tự nhiên và 6.184 nhân khẩu của xã Bình An.
Ngày 13 tháng 1 năm 2011, Chính phủ ban hành Nghị quyết số 04/NQ-CP về việc thành lập hai thị xã Dĩ An và Thuận An thuộc tỉnh Bình Dương. Theo đó, thành lập phường Bình Thắng thuộc thị xã Dĩ An trên cơ sở toàn bộ diện tích và dân số của xã Bình Thắng.
Sau khi thành lập, phường Bình Thắng có diện tích 550 ha, dân số là 12.690 người.

## Hành chính
Phường được chia thành 4 khu phố: Quyết Thắng, Trung Thắng, Ngãi Thắng, Hiệp Thắng.